# Hydrophilinae
Hydrophilini
Sous-famille
Tribu
Les Hydrophilinae sont une sous-famille d'insectes coléoptères de la famille des Hydrophilidae. Hydrophilini est l'une des tribus de cette sous-famille.

## Tribus et genres rencontrés en Europe

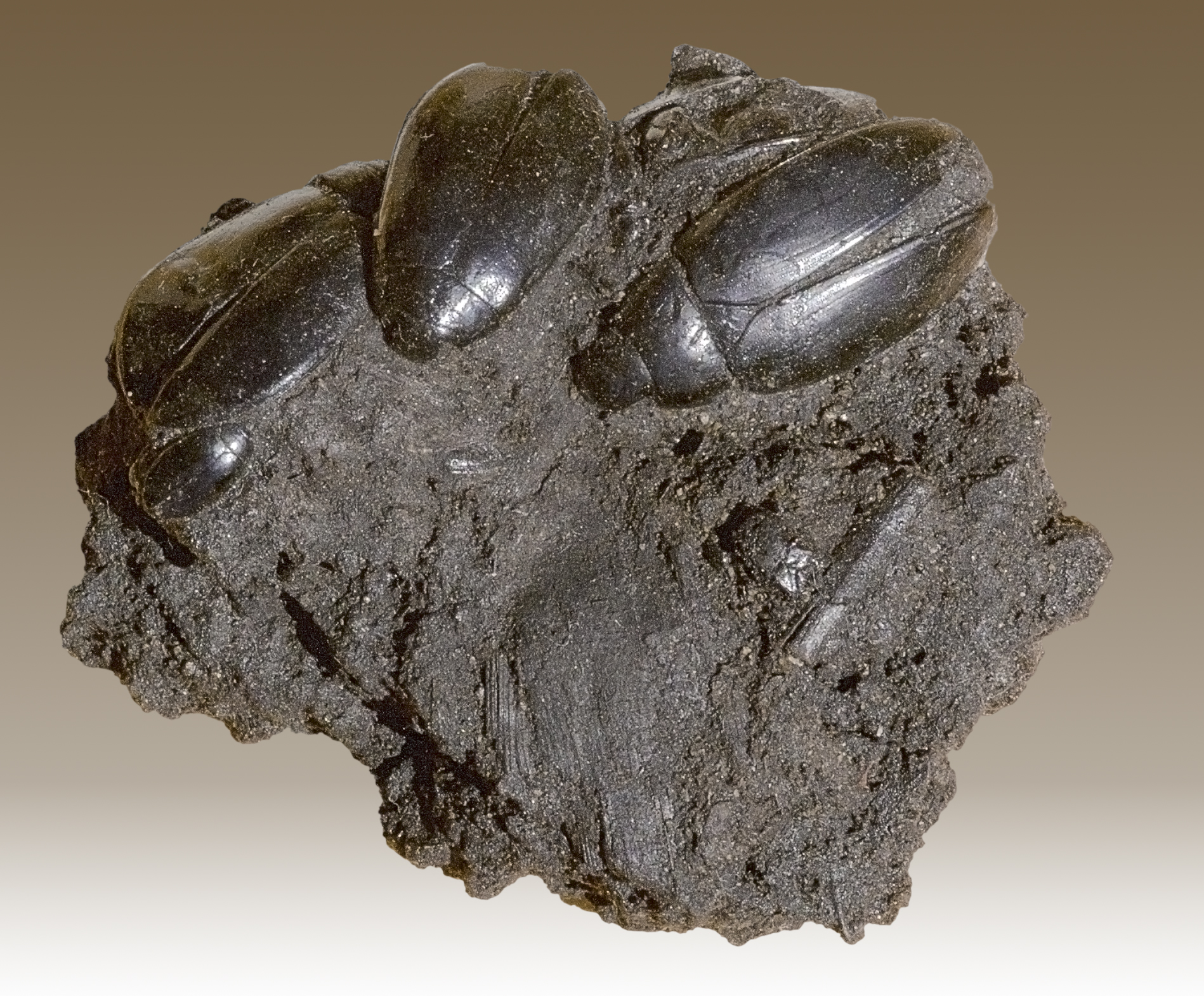
Hydrophilus sp. Forme fossile

Selon Fauna Europaea (21 mars 2023) :
- tribu Hydrophilini
  - Anacaena Thomson 1859
  - Berosus Leach 1817
  - Chaetarthria Stephens 1835
  - Chasmogenus Sharp 1882
  - Crenitis Bedel 1881
  - Cymbiodyta Bedel 1881
  - Enochrus Thomson 1859
  - Helochares Mulsant 1844
  - Hemisphaera Pandellé 1876
  - Hydrobius Leach 1815
  - Hydrochara Berthold 1827
  - Hydrophilus Geoffroy 1762
  - Laccobius Erichson 1837
  - Limnoxenus Motschulsky 1853
  - Paracymus Thomson 1867
  - Sternolophus Solier 1834
- tribu Sphaeridiini
  - Cercyon Leach 1817
  - Coelostoma Brullé 1835
  - Cryptopleurum Mulsant 1844
  - Dactylosternum Wollaston 1854
  - Megasternum Mulsant 1844
  - Oosternum Sharp 1882
  - Pachysternum Motschulsky 1863
  - Pelosoma Mulsant 1844
  - Sphaeridium Fabricius 1775

## Liste des tribus
Selon ITIS (31 août 2014) :
- Anacaenini Hansen, 1991
- Berosini Mulsant, 1844
- Chaetarthriini Bedel, 1881
- Hydrophilini Latreille, 1802
- Laccobiini Bertrand, 1954
- Sperchopsini Hansen, 1991